# Juan Gerlo
Juan Gerlo (Buggenhout, 11 februari 1991) is een Vlaams acteur en zanger. Hij is de broer van actrice Lisa Gerlo en werd bekend door de jeugdreeks Ghost Rockers waarin hij de rol van Jonas Van Loo vertolkt.

## Carrière
Gerlo is afkomstig uit het Oost-Vlaamse Buggenhout. Reeds op jonge leeftijd volgde hij verschillende lessen aan de plaatselijke academie, waaronder drama bij Jos Van Geel en speelde zijn eerste rollen bij het lokale jeugdtheater Scaramouche. Nadat hij had meegedaan in 2009 aan een  amateuropvoering van Beauty and the Beast in Vlaanderen, besloot hij van zijn hobby zijn beroep te maken. Hij koos voor de musicalopleiding aan het Koninklijk Conservatorium Brussel, waar hij les kreeg in zang, dans en acteren van onder andere Lulu Aertgeerts, Ronnie Commissaris en Leah Thys. In 2013 studeerde hij af. Sindsdien is hij tot heden bezig met zijn carrière als zanger en acteur. Hij deed al mee in verschillende musicals zoals o.a. The Little Mermaid (rol prins Eric) en Bonnie en Clyde (rol Clyde).

## Theater
| Titel                                                  | Rol                                                                         | Soort theater | Producent               | Jaar      |
| ------------------------------------------------------ | --------------------------------------------------------------------------- | ------------- | ----------------------- | --------- |
| Beauty and the Beast                                   | monsieur D'Oncre Understudy Beast                                           | Musical       | Camerata Productions    | 2009      |
| Peter Pan: The Never Ending Story (Rotterdam, UK-tour) | Father Darling Understudy Smee                                              | Musical       | Music Hall              | 2013-2014 |
| De Frutsels                                            | meneer Frutsel                                                              | Theater       | Theater Aan de Stroom   | 2014      |
| Wickie de Musical                                      | Ensemble (piraat 1)                                                         | Musical       | Studio 100              | 2015      |
| Ghost Rockers On Tour                                  | Jonas Van Loo                                                               | Theater       | Studio 100              | 2016      |
| Ghost Rockers On Tour 2                                | Jonas Van Loo                                                               | Theater       | Studio 100              | 2017      |
| The Little Mermaid                                     | prins Eric                                                                  | Musical       | Marmalade               | 2017-2018 |
| Slisse & Cesar                                         | Joe Flour                                                                   | Theater       | Uitgezonderd            | 2018      |
| '40-'45                                                | Albert De Weerdt (januari 2019 - juni 2019) Swing Ensemble understudy Louis | Musical       | Studio 100              | 2018-2019 |
| Bonnie & Clyde                                         | Clyde Barrow                                                                | Musical       | Bso-producties          | 2019      |
| Josephine B.                                           | Paul Collin                                                                 | Musical       | Judas TheaterProducties | 2022      |

## Televisie
- De Kotmadam (2012)
- Slot Marsepeinstein (2013-2014) - als piet Tony
- Ghost Rockers (2014-2017) - als Jonas Van Loo
- 100% Ghost Rockers (2015) - als zichzelf
- Familie (2015) - als Andy Coseyns
- Altijd Prijs (2015) - als toyboy
- Nachtwacht (2020) - als Sepidas
- Familie (2021) - als Tobias Van Langendonck
- Milo (2024-heden) - als Aron Deruwe
- Sterregem (2024-heden) - als Metejoor en Bockie De Repper

## Film
- Tini: Het nieuwe leven van Violetta (2016) - als Caio Sanchez (Nederlandse stem)
- Ghost Rockers - Voor altijd? - (2016) - als Jonas Van Loo
- Sing (2016) - als stekelvarken Lance (stem)
- Sinterklaas en het gouden hoefijzer (2017) - als Joey (stem)
- The Emoji Movie (2017) - als Gene (stem)
- Ralph Breaks the Internet (2018) - als Sonic the Hedgehog (stem)

## Discografie

### Albums
| Album met hitnotering(en) in de Vlaamse Ultratop 200 albums | Datum van verschijnen | Datum van binnenkomst | Hoogste positie | Aantal weken | Opmerkingen |
| ----------------------------------------------------------- | --------------------- | --------------------- | --------------- | ------------ | ----------- |
| Ghost Rockers                                               | 30-01-2015            | 07-02-2015            | 1               | 120          |             |
| De Beat                                                     | 05-02-2016            | 13-02-2016            | 4               | 65           |             |
| Voor altijd?                                                | 27-01-2017            | 28-01-2017            | 2               | 29           |             |
| De finale                                                   | 01-12-2017            | 09-12-2017            | 8               | 14           |             |

### Singles
| Single met hitnotering(en) in de Vlaamse Ultratop 50 | Datum van verschijnen | Datum van binnenkomst | Hoogste positie | Aantal weken | Opmerkingen |
| ---------------------------------------------------- | --------------------- | --------------------- | --------------- | ------------ | ----------- |
| Ghost Rockers                                        | 2014                  | 31-01-2015            | 6               |              |             |
| Billy                                                | 2015                  | 25-07-2015            | 68              |              |             |
| Alles is stil                                        | 2015                  | 10-10-2015            | 56              |              |             |
| De beat                                              | 2015                  | 12-12-2015            | 64              |              |             |
| De film van ons leven                                | 2016                  | 16-07-2016            |                 |              |             |
| Feestje                                              | 2016                  | 02-09-2016            |                 |              |             |
| Alles                                                | 2017                  | 14-01-2017            |                 |              |             |
| Jij bent mijn aardbei                                | 2017                  | 01-09-2017            |                 |              |             |
| Spoorloos                                            | 2017                  | 26-11-2017            |                 |              |             |